# Flagge Grenadas
Die Flagge Grenadas wurde am 7. Februar 1974 offiziell eingeführt.

## Bedeutung
Die sieben Sterne der Flagge Grenadas symbolisieren die Hoffnung auf eine gute Zukunft und stehen für die sieben Gemeinden des Landes: St. George’s (der Stern in der Mitte der Flagge steht für den Hauptort), St. John, St. Mark, St. Patrick, St. Andrew, St. David und die Grenadinen.

## Beschreibung
Die Farben werden wie folgt gedeutet:
- Der rote Rand steht für Harmonie und Einheit und weist auf den Mut hin, der für die Erlangung der Unabhängigkeit nötig war.
- Gelb steht für die Sonne und die Freundlichkeit der Einwohner und gleichzeitig für die Weisheit.
- Grün drückt die Fruchtbarkeit der Landwirtschaft aus, der volkswirtschaftlichen Basis des Landes.

Im linken grünen Dreieck befindet sich eine Muskatnuss, das wichtigste Exportgut des Landes.

## Geschichte
Vor Erlangung der Unabhängigkeit war zwischen 1967 und 1974 als Flagge des assoziierten Gebietes eine blau-gelb-grüne horizontale Trikolore mit Emblem in Verwendung. Zwischen 1875 und 1974 existierten auch zwei Blue-Ensign-Kolonialflaggen (eine bis 1903, die andere danach) mit einem Siegel im Flugteil.

Kolonialflagge, 1875–1903
Kolonialflagge, 1903–1974
British associated state flag, 1967–1974

## Weitere Flaggen Grenadas

1:2 Handels- und Dienstflagge zur See
Seekriegsflagge